# Tryggve Andersen
Tryggve Andersen (Ringsaker, 1866 – Gran, 1920) è stato uno scrittore norvegese.

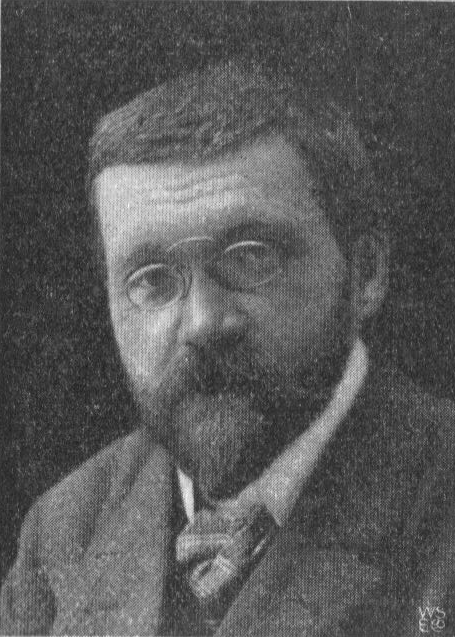
Tryggve Andersen. Fotografia di Karl Anderson

Fu uno dei primi reazionari nei confronti del naturalismo di Georg Brandes; narrò nei suoi romanzi vicende oniriche e visionarie, ma rimembrò anche i conflitti sociali nella Norvegia di fine '800.

## Opere
- I Cancelliraadens dage, Norli 1897
- Digte, 1898
- Mot Kvæld, 1900
- Gamle folk, 1904
- Bispesønnen og andre fortællinger, Aschehoug 1907
- Hjemfærd, Aschehoug 1913
- Fabler og hendelser, 1915
- Samlede fortællinger, Aschehoug 1916
- Dagbog fra en sjøreise 1923